# Pierre Joatton

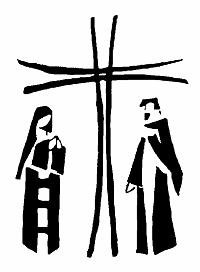
« Dans la foi de Marie et des Apôtres »

Pierre Jacques Joatton IdP (* 20. Juli 1930 in Lyon; † 22. November 2013) war römisch-katholischer Bischof von Saint-Etienne.

## Leben
Pierre Joatton war eines von sechs Kindern aus einer Professorenfamilie an der Katholischen Fakultät von Lyon. Er studierte am Prado-Seminar in Lyon sowie an der Katholischen Universität Lyon und empfing am 29. Juni 1957 die Priesterweihe. Am 7. Oktober 1958 wurde er in das Säkularinstitut Istituto del Prado inkardiniert. Er war Lehrer am Prado-Seminar, später Leiter des Noviziates und der Ausbildung. Im Erzbistum Lyon hatte er zahlreiche Aufgaben, darunter Leitung des Katechumenats. Von 1971 bis 1979 war er in der Seelsorge des Erzbistums Lyon tätig, von 1982 bis 1988 als Generalvikar.
Papst Johannes Paul II. ernannte ihn am 20. April 1988 zum Bischof von Saint-Étienne. Der Erzbischof von Lyon, Albert Kardinal Decourtray, spendete ihm am 26. Juni 1988 im Palais des sports de Saint-Etienne die Bischofsweihe; Mitkonsekratoren waren Paul-Marie Rousset Istituto del Prado, emeritierter Bischof von Saint-Étienne, und Didier-Léon Marchand, Bischof von Valence.
In der Bischofskonferenz von Frankreich war er Präsident der bischöflichen Kommission für die Migrantenseelsorge und der Kommission für die Arbeitswelt.
Am 28. Juni 2006 nahm Papst Benedikt XVI. seinen altersbedingten Rücktritt an. Als Emeritus lehrte er am Prado-Seminar in Lyon.